# Arthur's Theme (Best That You Can Do)
Singles de Christopher Cross
Spinning
(1980) All Right
(1983)
Arthur's Theme (Best That You Can Do) est une chanson interprétée par le chanteur américain Christopher Cross, écrite et composée par Burt Bacharach, Carole Bayer Sager, Peter Allen et Christopher Cross. Sortie en single le 14 août 1981, elle est extraite de la bande originale du film Arthur réalisé par Steve Gordon.
Elle est ensuite incluse comme titre bonus dans les éditions CD et cassette audio de l'album Another Page qui paraît en janvier 1983.
Elle connaît un succès international et gagne notamment l'Oscar de la meilleure chanson originale.

## Distinctions
Arthur's Theme remporte le Golden Globe de la meilleure chanson originale et l'Oscar de la meilleure chanson originale en 1982, ainsi qu'un ASCAP Film and Television Music Award (Most Performed Feature Film Standards), en 1991,,.
Elle reçoit deux nominations lors de la cérémonie des Grammy Awards en 1982 : Grammy Award de la chanson de l'année et Grammy Award de l'enregistrement de l'année. Son interprète est quant à lui nommé dans la catégorie meilleur chanteur pop.
La chanson occupe la 79e place dans le classement des 100 plus grandes chansons du cinéma américain établi par l'American Film Institute (AFI),.

## Reprises
La chanson a été reprise par Fitz and The Tantrums sur la bande originale du film Arthur, un amour de milliardaire, sorti en 2011, qui est un remake du film original. Elle a également été interprétée par Ute Lemper, Shirley Bassey, Hugh Jackman en duo avec Stephanie J. Block, Barry Manilow, Ronan Keating...

## Classements hebdomadaires
| Classement (1981-1982)                     | Meilleure position |
| ------------------------------------------ | ------------------ |
| Afrique du Sud (Springbok Radio)           | 7                  |
| Australie (Kent Music Report)              | 13                 |
| Canada (RPM Top Singles)                   | 2                  |
| Canada (RPM Adult Contemporary)            | 1                  |
| États-Unis (Billboard Hot 100)             | 1                  |
| États-Unis (Hot Adult Contemporary Tracks) | 1                  |
| France (IFOP)                              | 3                  |
| Irlande (IRMA)                             | 7                  |
| Italie (FIMI)                              | 21                 |
| Norvège (VG-lista)                         | 1                  |
| Nouvelle-Zélande (RMNZ)                    | 10                 |
| Royaume-Uni (UK Singles Chart)             | 7                  |
| Suisse (Schweizer Hitparade)               | 6                  |

## Certification
| Pays              | Certification | Unités certifiées |
| ----------------- | ------------- | ----------------- |
| États-Unis (RIAA) | Or            | 1 000 000         |